# Ema Provensálská
Ema (asi 1007–1062) byla suverénní provensálská hraběnka a markraběnka v letech 1037 až 1062.
Byla dcerou Rotbolda II. Provensálského a Ermengardy Burgundské. Titul zdědila po svém starším bratrovi Vilémovi III. a provdala se za Viléma III. Toulouského.
S Vilémem měla dvě děti:
- Pons, který zdědil Toulouse
- Bertrand, který zdědil Toulouse po Ponsovi (1060) a Provence po matce